# Coritiba FBC

Az Estádio Couto Pereira

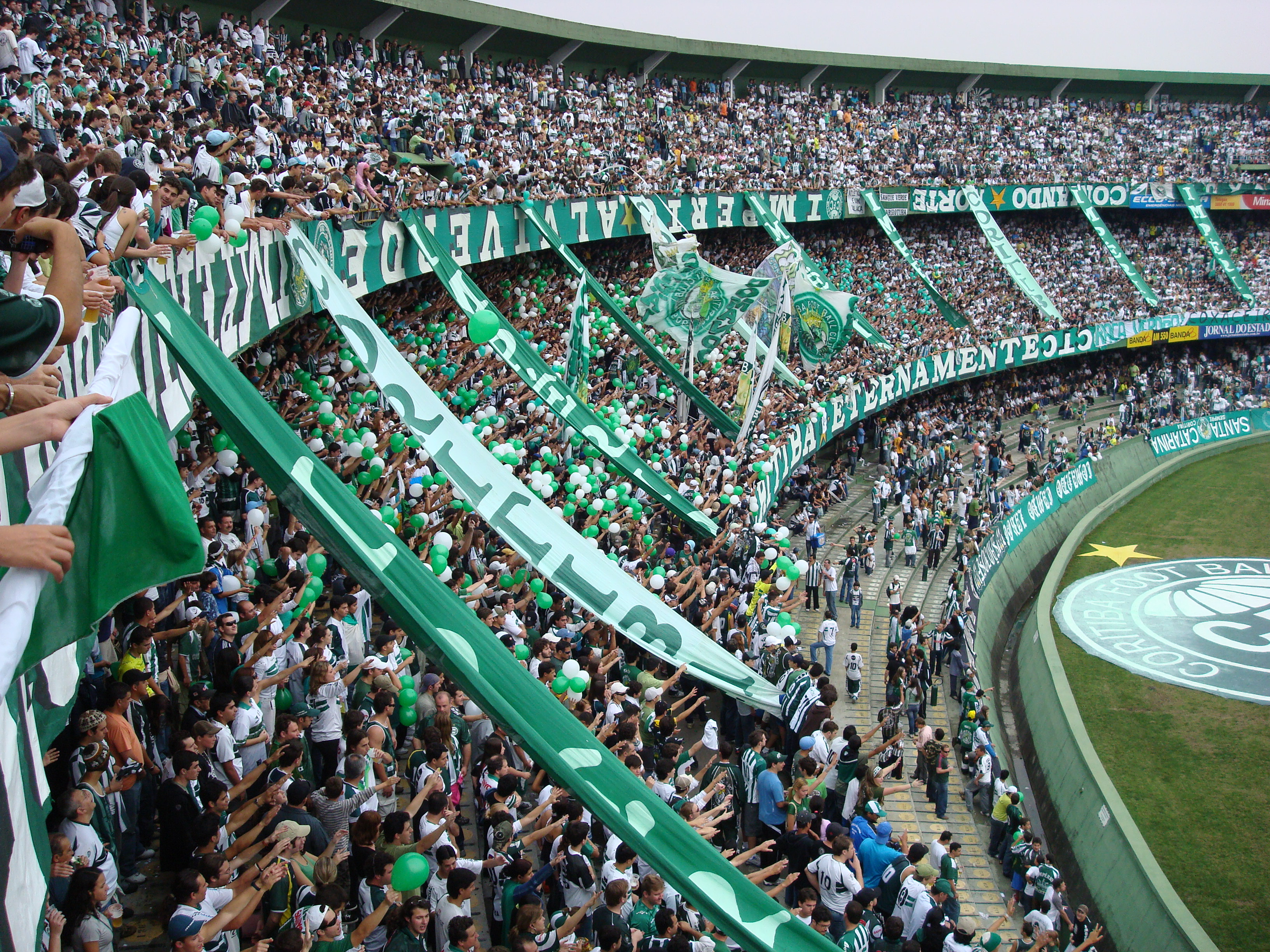
A stadionbéli hangulat egy órával a Coritiba és a Ceará bajnoki mérkőzése előtt 2007-ben.

Az Coritiba Foot Ball Club (rövidebb nevén Coritiba) egy 1909-ben alapított brazil labdarúgócsapat, melynek székhelye Curitibában, Paranában található. Az állam legidősebb csapata. A klub színei: zöld és fehér. Hazai mérkőzéseit a 37182 fő befogadására alkalmas Couto Pereira Stadionban játssza.
A Paraná állambeli bajnokságot 37 alkalommal nyerte meg, többször mint riválisai együttesen. A brazil bajnokságot egyszer, 1985-ben abszolválták. Főbb riválisai az Athletico Paranaense és a Paraná.

## Ismertebb játékosok
- 1910-es évek: Frederico "Fritz" Essenfelder – Maxambomba
- 1920-as évek: Ninho – Pizzatto – Staco
- 1930-as évek: Pizzattinho – Emílio – Rei
- 1940-es évek: Neno – Merlin – Tonico – Breyer
- 1950-es évek: Miltinho – Duílio – Fedato – Lanzoninho
- 1960-as évek: Krüger – Nico – Bequinha – Oberdan – Cláudio – Nilo – Dirceu – Paulo Vecchio
- 1970-es évek: Jairo – Tião Abatiá – Hidalgo – Aladim – Pedro Rocha – Zé Roberto – Paquito – Hermes – Pescuma – Dreyer – Duílio
- 1980-as évek: Rafael – Dida – Tostão – Lela – André – Índio – Toby – Heraldo – Almir – Marildo – Chicão – Ademir Alcântara- Milton- Vavá
- 1990-es évek: Alex – Pachequinho – Ronaldo Lobisomem – Reginaldo Nascimento – Cléber – Basílio – Auri – Paulo Sérgio – Brandão – Claudiomiro
- 2000-es évek: Keirrison – Tcheco – Rafinha – Adriano – Emerson- Edson Bastos – Leandro Donizete – Rafinha

## Sikerlista

### Hazai
- 1-szeres bajnok: 1985
- 2-szeres másodosztályú bajnok:  2007, 2010

### Állami
- 38-szoros Paranaense bajnok: 1916, 1927, 1931, 1933, 1935, 1939, 1941, 1942, 1946, 1947, 1951, 1952, 1954, 1956, 1957, 1959, 1960, 1968, 1969, 1971, 1972, 1973, 1974, 1975, 1976, 1978, 1979, 1986, 1989, 1999, 2003, 2004, 2008, 2010, 2011, 2012, 2013, 2017